# Carmen (Cotabato)
Carmen ist eine philippinische Stadtgemeinde in der Provinz Cotabato. Sie hat 95.921 Einwohner (Zensus 1. August 2015).

## Baranggays
Carmen ist politisch in 28 Baranggays unterteilt.
| - Aroman - Bentangan - Cadiis - General Luna - Katanayanan - Kib-Ayao - Kibenes - Kibugtongan - Kilala - Kimadzil - Kitulaan - Langogan - Lanoon - Liliongan | - Lumayong - Macabenban - Malapag - Manarapan - Manili - Nasapian - Palanggalan - Pebpoloan - Poblacion - Ranzo - Tacupan - Tambad - Tonganon - Tupig |